# Eleanor Montgomery
Eleanor Inez Montgomery  (née le 13 novembre 1946 à Cleveland et morte le 28 décembre 2013 dans cette même ville) est une athlète américaine, spécialiste du saut en hauteur.

## Biographie
Elle remporte la médaille d'or du saut en hauteur des Jeux panaméricains de 1963 et 1967. Elle se classe huitième des Jeux olympiques de 1964 à Tokyo.
De 1963 à 1969, elle remporte six titres de championne des États-Unis.
Elle est élue au Temple de la renommée de l'athlétisme des États-Unis en 2013.

## Palmarès
| Date | Compétition        | Lieu      | Résultat | Épreuve         | Performance |
| ---- | ------------------ | --------- | -------- | --------------- | ----------- |
| 1963 | Jeux panaméricains | São Paulo | 1re      | Saut en hauteur | 1,68 m      |
| 1964 | Jeux olympiques    | Tokyo     | 8e       | Saut en hauteur | 1,71 m      |
| 1967 | Jeux panaméricains | Winnipeg  | 1re      | Saut en hauteur | 1,78 m      |

### National
- Championnats des États-Unis :
  - Plein air : vainqueur du saut en hauteur en 1963, 1964, 1965, 1966, 1967 et 1969

## Records
| Épreuve         | Performance | Lieu | Date |
| --------------- | ----------- | ---- | ---- |
| Saut en hauteur | 1,80 m      |      | 1980 |